# Tsusiophyllum tanakae
Tsusiophyllum es un género monotípico de plantas fanerógamas perteneciente a la familia Ericaceae. Su única especie: Tsusiophyllum tanakae, es originaria de Japón.

## Taxonomía
Tsusiophyllum tanakae fue descrito por Carl Johann Maximowicz  y publicado en Mémoires de l'Académie Impériale des Sciences de Saint Pétersbourg, Septième Série (Sér. 7) 16(9): 12–13, pl. 3, f. 1–8. 1870.
Sinonimia
- Rhododendron tsusiophyllum Sugim.	[3]